# طواف إفريقيا للدراجات 2006–07
طواف أفريقيا للدراجات 2006–07 (بالإنجليزية: 2006–07 UCI Africa Tour)‏ هو الموسم الثالث من طواف أفريقيا للدراجات، فاز بالمركز الأول حسان بين ناصر، وبالمركز الثاني Fethi Ahmed Atunsi ‏، وبالمركز الثالث أحمد محمد علي.

## السباقات
| طواف أفريقيا للدراجات     | طواف أفريقيا للدراجات                            | طواف أفريقيا للدراجات | طواف أفريقيا للدراجات | طواف أفريقيا للدراجات | طواف أفريقيا للدراجات |
| التاريخ                   | السباق                                           | الفائز                | الثاني                | الثالث                |                       |
| ------------------------- | ------------------------------------------------ | --------------------- | --------------------- | --------------------- | --------------------- |
| 06 – 08 أكتوبر            | جائزة شانتال بيا الكبرى 2006 ‏                    | Flaubert Douanla ‏     | فرنسا                 | Martinien Tega ‏       |                       |
| 25 أكتوبر – 05 نوفمبر     | تور دو فاسو ‏                                     | David Verdonck ‏       | Martinien Tega ‏       | Julien Gonnet ‏        |                       |
| 30 أكتوبر – 06 نوفمبر     | طواف المطارات                                    | حسان بين ناصر         | Olivier Lefrancois ‏   | Benjamin Cantournet ‏  |                       |
| 10 نوفمبر                 | 2006 African Road Cycling Championships Men ITT ‏ | روبرت هنتر            | دان كرافن             | داريل إيمبي           |                       |
| 12 نوفمبر                 | Men Elite Road African Championships RR ‏         | دارين ليل             | دانييل سبينس ‏         | روبرت هنتر            |                       |
| 17 – 26 نوفمبر            | طواف المغرب                                      | يان سيبيكي            | Alexey Bauer ‏         | Vasily Khatuntsev ‏    |                       |
| 16 – 21 يناير 2007        | لا تروبيكال أميسا بونغو                          | Frédéric Guesdon ‏     | بيير رولان            | Jussi Veikkanen ‏      |                       |
| 08 – 14 فبراير 2007       | طواف مصر                                         | Waylon Woolcock ‏      | يان سيبيكي            | دانييل سبينس ‏         |                       |
| 16 فبراير                 | جائزة شرم الشيخ الكبرى                           | يان سيبيكي            | أحمد محمد علي         | فادي خان شيخوني ‏      |                       |
| 24 فبراير – 10 مارس 2007  | طواف كاميرون ‏                                    | فرنسا                 | فرنسا                 | Hesham Fadel ‏         |                       |
| 06 – 11 مارس 2007         | Giro del Capo ‏                                   | الكسندر إفيمكين       | فيليكس كارديناس       | ديفيد جورج            |                       |
| 17 – 23 مارس 2007         | طواف ليبيا ‏                                      | أحمد محمد علي         | عمر حسنين             | حسان بين ناصر         |                       |
| 8 أبريل                   | جائزة مدينة تونس الكبرى                          | Ahmed M'Raihi ‏        | Fethi Ahmed Atunsi ‏   | أحمد محمد علي         |                       |
| 28 أبريل – 05 مايو 2007   | تور دي لا فارماسي سنترال ‏                        | حسان بين ناصر         | Aymen Berini ‏         | Matthias Sellnow ‏     |                       |
| 14 – 20 مايو 2007         | Boucle du Coton ‏                                 | [ 1 ]                 | Fethi Ahmed Atunsi ‏   | Abdul Wahab Sawadogo ‏ |                       |
| 08 – 17 يونيو 2007        | طواف المغرب                                      | نيكولاس وايت          | نيل مكدونالد ‏         | Waylon Woolcock ‏      |                       |
| 30 أغسطس – 08 سبتمبر 2007 | طواف السنغال ‏                                    | عادل جلول             | عبد اللطيف سعدون      | Antony Rigault ‏       |                       |
| 15 سبتمبر                 | Dome 2 Dome Roadrace ‏                            | Jaco Venter ‏          | Tiaan Kannemeyer ‏     | ديفيد جورج            |                       |

## وصلات خارجية
- الموقع الرسمي